# Juan Bautista Maíno
Juan Bautista Maíno, Maino o Mayno (Pastrana, Guadalajara, batejat el 15 d'octubre de 1581 - Madrid, 1 d'abril de 1649) fou un pintor espanyol del Barroc.

## Biografia
El seu pares era un comerciant de draps milanès i sa mare formava part de la noblesa de Portugal. Tots dos van estar al servei de la duquessa de Pastrana, la famosa Ana de Mendoza de la Cerda, Princesa d'Éboli.
Alguns crítics pensen que Maíno va aprendre amb El Greco, però no s'ha pogut demostrar documentalment. L'altra teoria planteja el fet que es va formar a Itàlia, on va estar entre 1600 i 1608 i on va conèixer la pintura de Caravaggio, del seu deixeble Orazio Gentileschi, de Guido Reni i d'Annibale Carracci.
El 1608 va tornar a Pastrana, on dona a conèixer un estil que beu del classicisme bolonyès, del naturalisme i del tenebrisme en una Trinitat pintada per a l'altar lateral del Monestir de Concepcionistes Franciscanes.
Al març de 1611 s'instal·la a Toledo i el 1612 pinta per als dominics el Retaule de les quatre Pasqües, actualment conservat al Museu del Prado, potser la seva obra més coneguda. Són d'especial importància els llenços Adoració dels Reis Mags i Adoració dels Pastors, de format vertical.
El 20 de juny de 1613, Maíno va ingressar a l'Orde dels Predicadors i va viure al seu monestir de Sant Pere Màrtir. Això va reduir la seva activitat artística, encara que a aquesta època pertany una altra Adoració dels Pastors actualment conservada al Museu de l'Hermitage de Sant Petersburg. Aquest tema bíblic va ser tractat diverses vegades per Maíno; també es conserva una altra versió al Museu Meadows de Dallas.
Felip III el va cridar a la Cort el 1620 perquè fos mestre de dibuix del futur Felip IV, ja que era famós en aquesta disciplina que havia après a Itàlia i desenvolupat després a Toledo. En aquells dies Maíno va fer amistat amb Diego Velázquez, a qui va protegir; el va elegir en un concurs públic per a pintar el tema de L'expulsió dels moriscs. Aquest quadre va afermar la posició del jove Velázquez a la cort madrilenya, tot i que l'obra actualment no es conserva. Va resultar destruïda en l'incendi de l'Alcàsser de Madrid de 1734. Maíno va morir el 1649 al convent de Santo Tomás de Madrid. Un dels seus deixebles sembla que va ser Juan Ricci.

## Obra
Fins al 1958 la crítica havia considerat a Maíno com un pintor italià, tant per la seva formació a Itàlia com per l'origen del seu pare. Gairebé tota la seva obra és de temàtica religiosa, i entra dins del naturalisme tenebrista de Caravaggio i el seu principal deixeble, Orazio Gentileschi.
Entre les seves obres més rellevants destaquen dos olis de grans dimensions, pintats tots dos el 1612, que avui es troben al Museu del Prado:  Adoració dels Mags, d'una banda, i  Adoració dels Pastors, de l'altra. En ells s'aprecia la influència del caravaggisme, que va conèixer de primera mà durant la seva visita a Roma, tot i que suavitza els trets naturalistes i es recrea en les textures i els materials luxosos, més d'acord amb Gentileschi. En aquests quadres s'aprecia una composició bigarrada, malgrat la qual cosa tant les poses com els gestos ofereixen una imatge dinàmica i plena d'acció i moviment, el seu realisme es deixa notar, per exemple, en el primer d'aquests quadres, en la descripció del rei Baltasar amb un tipus africà perfectament plasmat, de manera que no es pot dir que hagi estat representat com l'estereotip acostumat d'europeu pintat de color negre.
Les seves pintures profanes són molt escasses. Es creu que oculten cert contingut crític sobre la política i la societat de l'època que encara no ha estat ben estudiat. Hi abunden els símbols. Destaquen en aquest sentit els dibuixos i gravats sobre Felip IV de Castella i el quadre La recuperación de Bahia, que pot contemplar-se al Museu del Prado, al·lusiu a una acció militar al port de Salvador (Brasil).
De la seva activitat com a retratista s'esmentava la seva destresa en les efígies en miniatura, tot i que les poques que subsisteixen són d'autoria dubtosa i es troben en museus estrangers. Es coneixien dos retrats a mida natural ( Retrat d'un cavaller al Museu del Prado, i Un frare al Ashmolean Museum d'Oxford), als que s'han sumat diversos recentment atribuïts.
El Museu del Prado de Madrid posseeix el millor conjunt d'obres d'aquest artista, i li va obrir una exposició antològica a l'octubre de 2009. Aquesta mostra va permetre reunir diverses obres de nova atribució.

## Obres destacades

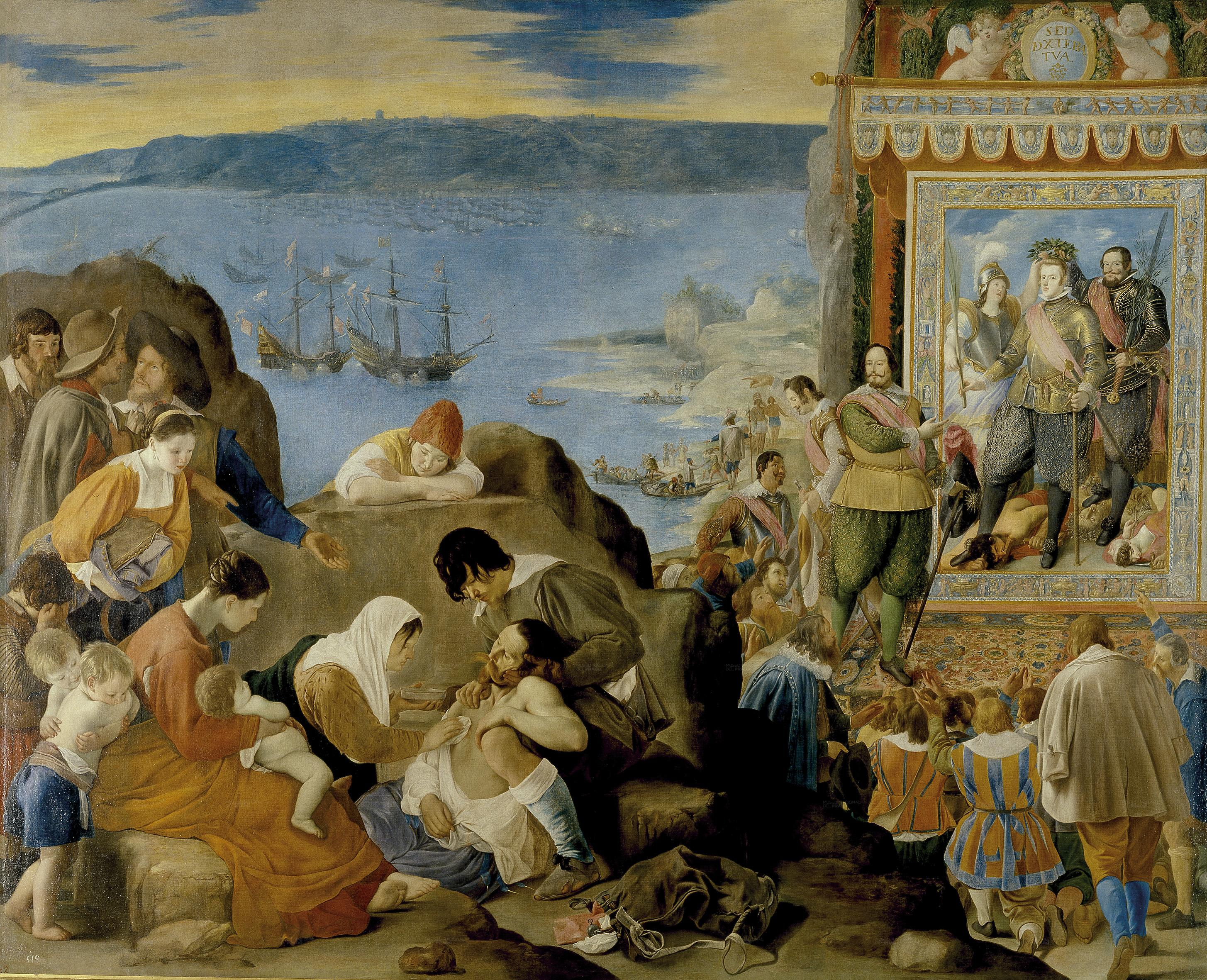
La recuperació de Bahia, Museu del Prado.

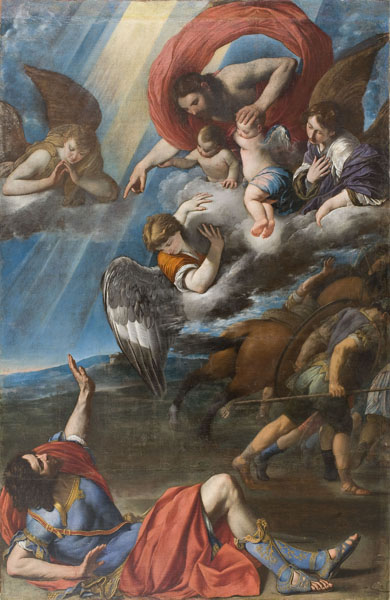
La Conversió de Sant Pau, MNAC.

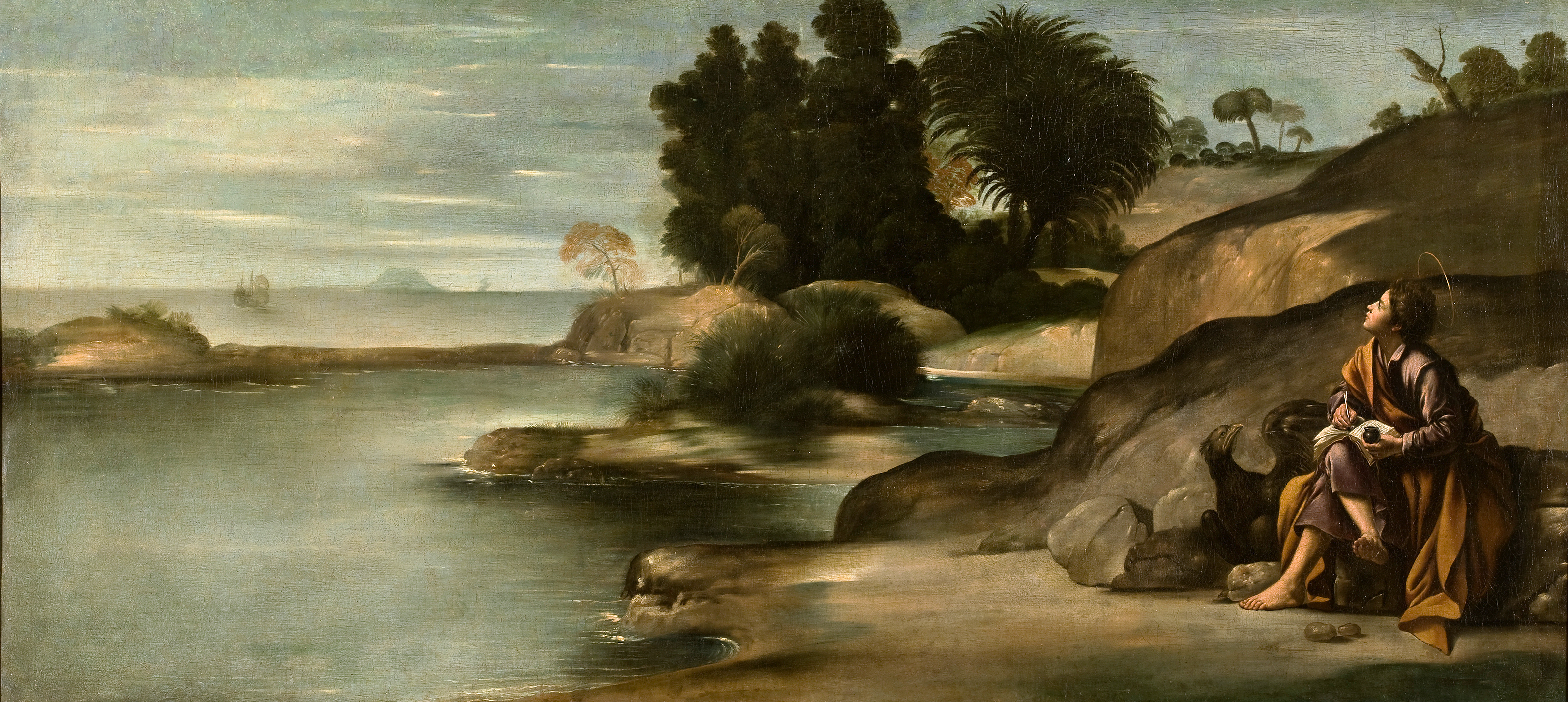
Sant Joan Evangelista, Museu del Prado.

- Sant Joan Baptista (1608-1610, Kunstmuseum Basel, Basilea), obra antigament atribuïda a Caravaggio.
- La Conversió de Sant Pau (MNAC)
- Sant Pere penedit (a. 1612, Col·lecció particular, Barcelona)
- Paisatge amb Sant Joan Baptista (a. 1613, Col·lecció particular, Madrid)
- Paisatge amb Maria Magdalena penitent (a. 1613, Col·lecció particular, Madrid)
- Frescos de la Capella Major de Sant Pere Màrtir (1611-1613, Toledo)
- Retaule de Sant Pere Màrtir de Toledo (1612-1614, Museu del Prado)
  -  Adoració dels Pastors
  -  Adoració dels Reis Mags
  -  Resurrecció de Crist
  -  Pentecosta
  -  Sant Joan Baptista al desert
  -  Sant Joan Evangelista en Patmos
  -  Magdalena penitent a la gruta de Sainte-Baume
  -  Sant Antoni Abat en un paisatge
  -  Sant Diumenge de Guzmán (dipositat al Museu Víctor Balager de Vilanova i la Geltrú)
  -  Santa Caterina de Siena (dipositat al Museu de Vilanova i la Geltrú)
- Retaule de l'Anunciació (Museu del Prado)
  -  Trinitat (1612-1620)
  -  Anunciació (1610)
- Resurrecció de Crist (Gemäldegalerie Alte Meister, Dresden)
- Crucifixió (Col·lecció particular, Saragossa)
- Imposició de la casulla a Sant Ildefons (parador desconegut)
- Mare de Déu de Betlem (parador desconegut)
- Adoració dels Pastors (Col·lecció particular)
- Magdalena penitent (1615, Col·lecció particular, Ginebra)
- Pentecosta (1615-1620, Museu del Prado)
- Retrat de cavaller (1618-1623, Museu del Prado)
- Frescs del sotocoro de Sant Pere Màrtir (1620-1624, Toledo)
- Sant Jacint (1620-1624, Sant Pere Màrtir, Toledo)
- Retrat de Felip IV (1623-1625, Bayerisches Nationalmuseum, Múnic), miniatura, atribució dubtosa.
- Retrat de cavaller (1625, Bayerisches Nationalmuseum, Múnic), miniatura, atribució dubtosa.
- Sant Agabo (Bowes Museum, County Durham)
- Adoració dels Pastors (Museu de l'Hermitage, Sant Petersburg)
- Adoració dels Pastors (Meadows Museum, Dallas)
- Retrat de l'arquebisbe José de Melo (Capítol Catedralici, Évora), atribució dubtosa.
- Santo Domingo en Soriano (1629, Museu del Prado)
- Santo Domingo en Soriano (1629, Museu de l'Hermitage, Sant Petersburg)
- Retaule dels Miranda (c. 1629, Col·legiata, Pastrana)
  -  Don Joan Miranda amb Sant Francesc d'Assís
  -  Ana Hernández amb Sant Joan Baptista
- Recuperació de Badia de Tots Sants a Brasil (1634-1635, Museu del Prado)
- Retrat d'un monjo dominic (1635-1640, Ashmolean Museum, Oxford)
- Retrat de Fra Alonso de sant Tomàs (1648-1649, Museu Nacional d'Art de Catalunya, Barcelona)[1]